# اوست‌زان
اوست‌زان (به هلندی: Oostzaan) یک منطقهٔ مسکونی در هلند است که در هلند شمالی واقع شده‌است. اوست‌زان ۰ متر بالاتر از سطح دریا واقع شده‌است.